# Раудсепп, Юри
Юри Раудсепп (эст. Jüri Raudsepp) (12 марта 1922 — 13 января 2010) — советский военный, генерал-майор (1977). В последнее время — председатель Таллинского клуба ветеранов Эстонского стрелкового корпуса. Прославился официальным совместным с Р.Куутма обращением в 2006 году к А.Ансипу, которое выражало поддержку переносу памятника Бронзовому Солдату.

## Биография
Родился 12 марта 1922 года в Эстонии, в городе Тарту.
В 1941 году окончил гимназию.
В 1942 году был призван в ряды Красной Армии. Воевал политработником в составе 23-го артполка 7-й Эстонской дивизии Эстонского стрелкового корпуса. Прошел путь от Великих Лук до Курляндии. Особенно отличился в боях под Невелем и Новосокольниками. Войну окончил в звании старшего лейтенанта.
В послевоенные годы остался служить в Советской Армии. В 1957 году окончил Военно-политическую академию имени В. И. Ленина в Москве. В 1960-61 гг. — военный комиссар Морского района Таллина.
С 1961 по 1989 г. — руководитель эстонского комитета «ДОСААФ». С 1977 г. — генерал-майор.
В последнее время Ю. Раудсепп — председатель Таллинского клуба ветеранов Эстонского стрелкового корпуса.
Скончался 13 января 2010 года в Таллине и похоронен 25 июня 2010 года на Таллинском Лесном кладбище.

## Награды
- Орден Отечественной войны 1-й степени
- Три ордена Красной Звезды

## Скандал
В июне 2006 года совместестно с почётным председателем Эстонского общества ветеранов Финской войны Рауль Куутма Ю. Раудсепп подписал обращение к премьер министру А.Ансипу, где назвали принятое им решение о переносе памятника Бронзовому Солдату справедливым. Это обращение вызвало массу негодований в русскоязычном обществе Эстонии.